# Haliotis cracherodii
Haliotis cracherodii är en snäckart som beskrevs av Leach 1814. Haliotis cracherodii ingår i släktet Haliotis och familjen Haliotididae. IUCN kategoriserar arten globalt som akut hotad. Inga underarter finns listade i Catalogue of Life.

## Bildgalleri

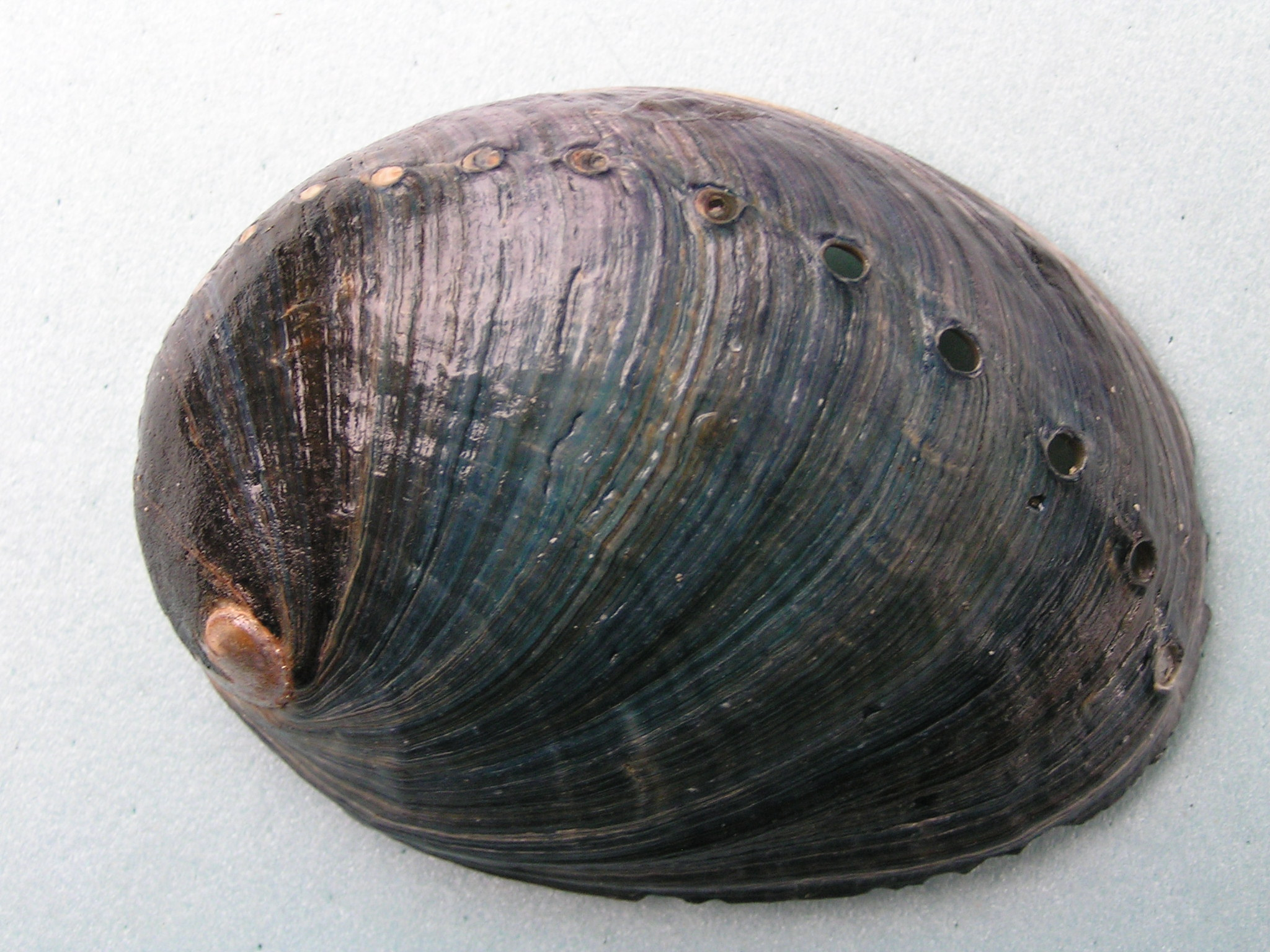
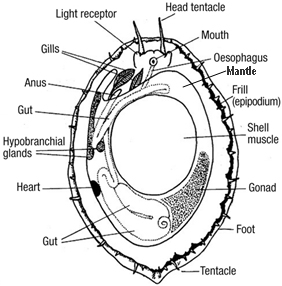
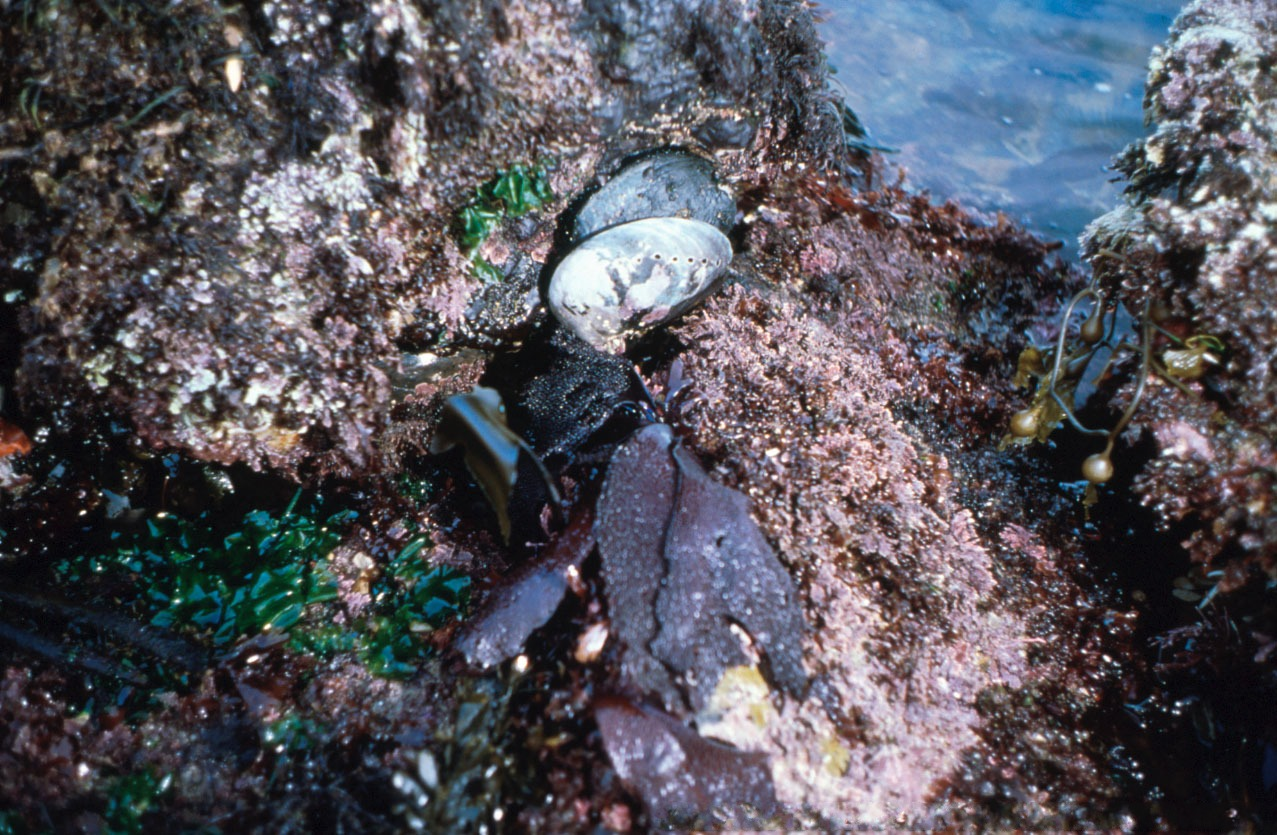
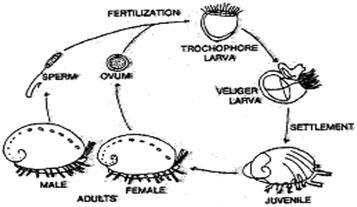